# Hướng đạo Canada
Hướng đạo Canada (Scouts Canada) là một hội Hướng đạo nói tiếng Anh tại Canada và Hội Hướng đạo Canada nói tiếng Pháp (Association des Scouts du Canada) là hai thành viên riêng biệt của Tổ chức Phong trào Hướng đạo Thế giới (WOSM). Đây là trường hợp đơn độc, Canada là quốc gia duy nhất có hai tư cách thành viên riêng biệt tại Tổ chức Phong trào Hướng đạo Thế giới.
Hướng đạo Canada cung ứng các chương trình dành cho giới trẻ, nam và nữ tuổi từ 5 đến 26.

## Chương trình

### Các ngành (nhóm tuổi)
Hướng đạo Canada có năm ngành:
- Nhi sinh từ 5 đến 7
- Ấu sinh từ 8 đến 10
- Thiếu sinh (gồm có Hải Hướng đạo) từ 11 đến 14 (optional to 16)
- Kha sinh (gồm có Hải Kha sinh) từ 14 đến 17
- Tráng sinh (gồm có Hải Tráng sinh) từ 18 đến 26

Các chương trình mở rộng cho nam và nữ.

### Các chương trình đặc biệt
- Kha sinh Y tế (Medical Venturers) bao gồm các Kha sinh và Tráng sinh Hướng đạo học và giúp sơ cứu.[1]

### Các chương trình ngắn hạn
- Nói về Hướng đạo

Chương trình Nói về Hướng đạo (SCOUTSabout) có mục đích là hoàn thành nhiệm vụ Hướng đạo với các trẻ em không phải là thành viên của một tổ chức Hướng đạo. Chương trình Nói về Hướng đạo được thực hiện trong các xuất kéo dài 3 tháng, thường là sau buổi học để kêu gọi những gia đình không muốn hoặc không thể thực hiện các buổi hoạt động quanh năm.
- Thám hiểm lớn

Thám hiểm lớn mang cơ hội đến cho các thanh thiếu niên tuổi từ 14 đến 17 lập kế hoạch và tham dự vào nhiều hoạt động dựa vào thám hiểm ngắn hạn. Các hoạt động tiêu biểu là: đi bộ đường dài, cắm trại dài hạn và du lịch để tham gia các kế hoạch nhân đạo. Chương trình tìm kiếm để thực hiện các nhiệm vụ Hướng đạo với những người không phải làm thành viên. Không có đồng phục và cũng không có những buổi nghi thức liên quan đến chương trình này. Nó được tạo ra còn có mục đích phát triển tài năng lãnh đạo và tự trọng. Sự tham dự vào các kế hoạch cộng đồng cũng có thể có trong các chương trình bình thường.

### Các giải thưởng chính
Hướng đạo Canada có một số giải thường chính như sau:
- Giải Hướng đạo trưởng được thành lập năm 1973 như giải cao nhất cho ngành Thiếu.
- Giải Kha sinh Nữ hoàng là giải thưởng cao nhất của ngành Kha. Năm 1968, tuổi cao nhất của các thành viên trong ngành Thiếu bị rút xuống từ 17 đến 14 và ngành Kha được thành lập cho lứa tuổi từ 14-17. Vì sự thay đổi này, cấp Thiếu sinh Nữ hoàng bị thay thế bằng Giải Kha sinh Nữ hoàng.
- Giải Thám hiểm Amory dành tặng cho cho Kha đoàn nào chứng tỏ có sáng kiến nhất trong việc nhận ra, hoạch định và thực hiện một cuộc thám hiểm ngoài trời.

### Huy hiệu
Phù hiệu Hướng đạo gồm có lá phong của cờ Canada và một hình lều cách điệu.

### Các trại Hướng đạo
Hướng đạo Canada điều hành Trại Họp bạn Canada. Trại gần đây nhất là Trại Họp bạn Hướng đạo Canada lần thứ 11. Hướng đạo Canada điều hành khoảng 200 trại Hướng đạo khắp Canada. Trại nổi tiếng gồm có Impeesa Extreme, Khu dành cho Hướng đạo Haliburton và Khu Hướng đạo Tamaracouta. Khu Hướng đạo Tamaracouta là trại Hướng đạo còn hoạt động liên tục lâu đời nhất trên thế giới.

## Lịch sử
Mùa xuân năm 1908, chỉ vài tháng sau khi sách Hướng đạo cho Nam được xuất bản tại Anh, Hướng đạo đã đến Canada. Robert Baden-Powell viết cho Earl Grey, lúc đó là Toàn quyền Canada năm 1910, yêu cầu ông tổ chức Hướng đạo tại Canada. Hướng đạo được tiến hành như là một thành phần của Hội Nam Hướng đạo ở hải ngoại của Vương quốc Anh cho đến khi Tổng hội Nam Hướng đạo Canada được thành lập qua một Đạo luật của Quốc hội Canada ngày 12 tháng 6 năm 1914. Tổng hội Canada tiếp tục là một chi nhánh của Hội Nam Hướng đạo của Vương quốc Anh cho đến ngày 30 tháng 10 năm 1946 khi nó trở thành một thành viên độc lập của Hội nghị Nam Hướng đạo Thế giới (Boy Scout World Conference) mà ngày nay là Tổ chức Phong trào Hướng đạo Thế giới. Một tu chính án bổ sung cho Đạo luật Quốc hội đã đổi tên nó thành là Nam Hướng đạo Canada. Năm 1976 biểu trưng của Hướng đạo Canada được giới thiệu và tổ chức dùng tên Hướng đạo Canada. Năm 2007 Nam Hướng đạo Canada (Boy Scouts of Canada) chính thức đổi tên của mình thành Hướng đạo Canada (Scouts Canada).
Năm 1972, Hướng đạo Canada bắt đầu nhận các thành viên nữ vào sinh hoạt ở ngành Tráng. Đến năm 1984 thì mở rộng bao gồm ngành Kha. Năm 1992, Hướng đạo đồng giáo dục là chọn lựa của mọi ngành và trở thành chính sách cho tất cả các ngành vào năm 1998.

## Tổ chức
Hướng đạo Canada được chia thành hai mươi Châu, mỗi Châu đại diện cho cả một tỉnh bang hoặc một phần lớn của tỉnh bang. Mỗi Châu có một Ủy viên Châu được Ủy viên Hành chánh bổ nhiệm lãnh đạo. Ủy viên Hành chánh là thành viên ban nhân sự cao cấp nhất trực tiếp báo cáo lên Ban Thốn đốc (Board of Governors). Các Châu được chia thành các Khu vực, mỗi Khu vực có một Ủy viên Khu vực được Ủy viên Châu bổ nhiệm lãnh đạo.
Hướng đạo Canada có hai hội Hướng đạo liên hiệp:
- Hội Hướng đạo Canada (Association des Scouts du Canada)
- Hội Hướng đạo Cứu Thế Quân Canada (Salvation Army Scout Association of Canada)

Canada là nước duy nhất có hơn một hội Hướng đạo được công nhận Tổ chức phong trào Hướng đạo Thế giới công nhận riêng biệt. Hướng đạo Canada và Hội Hướng đạo Canada (Association des Scouts du Canada) được phân chia vì ngôn ngữ. Một vài quốc gia có nhiều hơn một hội Hướng đạo nhưng thường thì các quốc gia này thành lập một liên hội quốc gia để được gia nhập làm thành viên của Tổ chức Phong trào Hướng đạo Thế giới. Hướng đạo Canada (Scouts Canada) và Hội Hướng đạo Canada (Association des Scouts du Canada) gởi một phái đoàn chung đến các cuộc hội họp của Tổ chức Phong trào Hướng đạo Thế giới; liên hội này được điều hợp qua Ủy ban về Hợp tác (Committee on Cooperation).
Tất cả Toàn quyền Canada từ thời Earl Grey là Hướng đạo trưởng của Canada.

## Các trại họp bạn

### Trại Họp bạn Hướng đạo Canada
Trại Họp bạn Hướng đạo Canada là một trại họp bạn do Hướng đạo Canada điều hành dành cho thành viên ngành Thiếu và Kha. Trại Họp bạn thường có một số nhóm Hướng đạo từ các nước khác đến tham dự, nổi bật nhất là từ Hoa Kỳ. Đáng lẽ Trại Họp bạn thường lệ đã được tổ chức vào năm 2005 nhưng bị hủy bỏ ngay sau Trại Họp bạn Hướng đạo Canada lần thứ 10 vì sơ thiếu thiện nguyện viên.

#### Danh sách các Trại Họp bạn
- 1949: Trại Họp bạn Hướng đạo Canada lần thứ 1, Ottawa, Ontario. Có 2.579 tham dự.
- 1953: Trại Họp bạn Hướng đạo Canada lần thứ 2, Ottawa, Ontario. Có 1.196 tham dự.
- 1961: Trại Họp bạn Hướng đạo Canada lần thứ 3, Ottawa, Ontario. Có 2.095 tham dự.
- 1977: Trại Họp bạn Hướng đạo Canada lần thứ 4, Công viên Tỉnh bang Bải Cabot, Prince Edward Island. Có 16.000 tham dự.
- 1981: Trại Họp bạn Hướng đạo Canada lần thứ 5, Kananaskis, Alberta. Có 19.000 tham dự.
- 1985: Trại Họp bạn Hướng đạo Canada lần thứ 6, Guelph, Ontario. Có 12.000 tham dự.
- 1989: Trại Họp bạn Hướng đạo Canada lần thứ 7, Port-la-Joye—Fort Amherst, Prince Edward Island. Có 10.000 tham dự.
- 1993: Trại Họp bạn Hướng đạo Canada lần thứ 8, Kananaskis, Alberta. Có 12.000 tham dự.
- 1997: Trại Họp bạn Hướng đạo Canada lần thứ 9, Công viên Boulevard Lake, Thunder Bay, Ontario. Có 13.879 tham dự.
- 2001: Trại Họp bạn Hướng đạo Canada lần thứ 10, Công viên Tỉnh bang Bải Cabot, Prince Edward Island. Có 14.000 tham dự.
- 2007: Trại Họp bạn Hướng đạo Canada lần thứ 11, Khu Hướng đạo Tamaracouta, Quebec. Có 8.000 ước đoán.

#### Trại Họp bạn Hướng đạo Thế giới tại Canada
- Trại Họp bạn Hướng đạo Thế giới lần thứ 8, Niagara-on-the-Lake, Ontario
- Trại Họp bạn Hướng đạo Thế giới lần thứ 15, Kananaskis, Alberta